# Epigonus parini
Epigonus parini är en fiskart som beskrevs av Abramov, 1987. Epigonus parini ingår i släktet Epigonus och familjen Epigonidae. Inga underarter finns listade i Catalogue of Life.